# Pulicitrogus compressus
Pulicitrogus compressus is een eenoogkreeftjessoort uit de familie van de Artotrogidae. De wetenschappelijke naam van de soort is voor het eerst geldig gepubliceerd in 1998 door Kim I.H..